# Penstemon parryi
Penstemon parryi là một loài thực vật có hoa trong họ Mã đề. Loài này được (A. Gray) A. Gray mô tả khoa học đầu tiên năm 1878.

## Hình ảnh

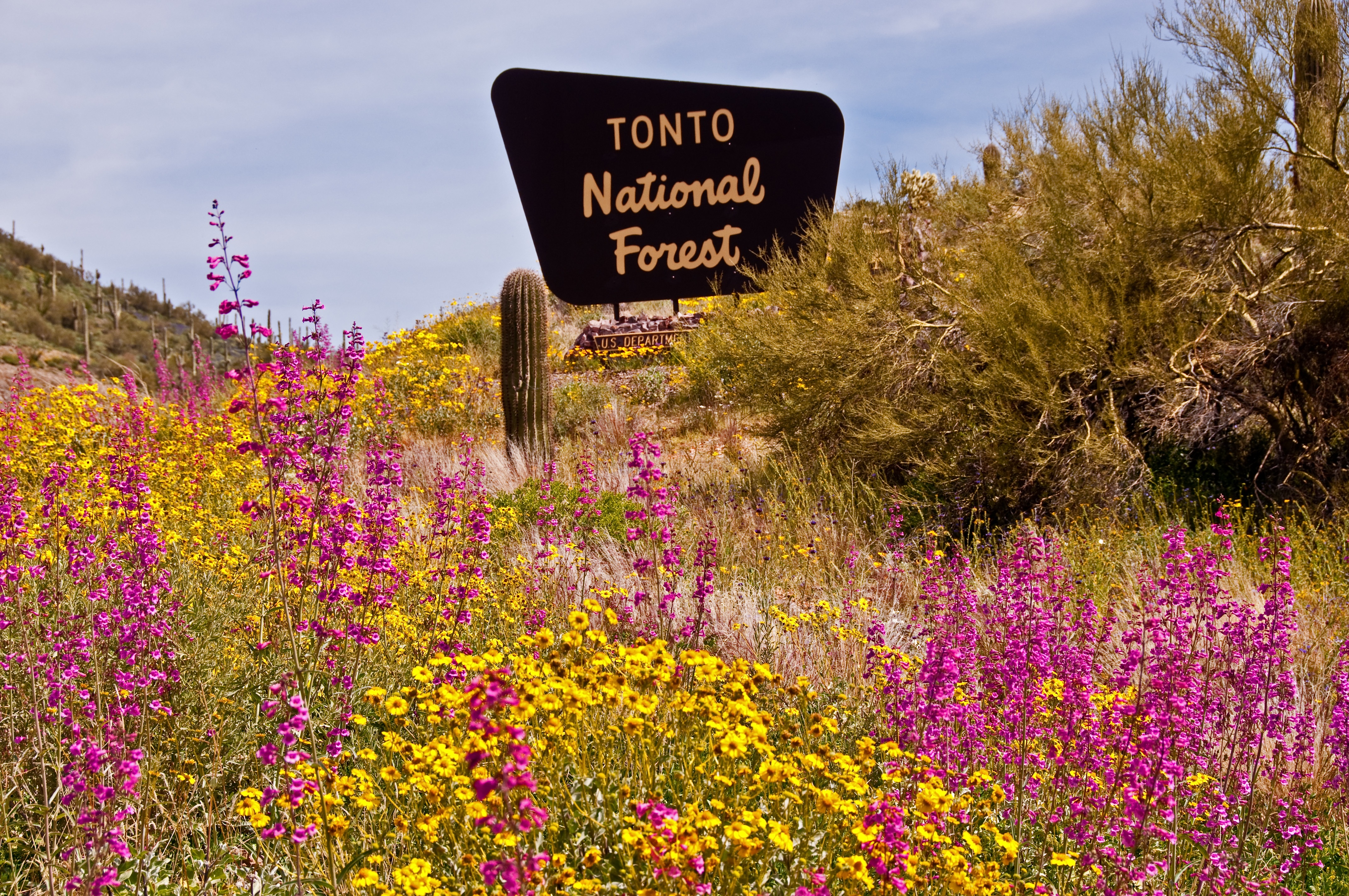
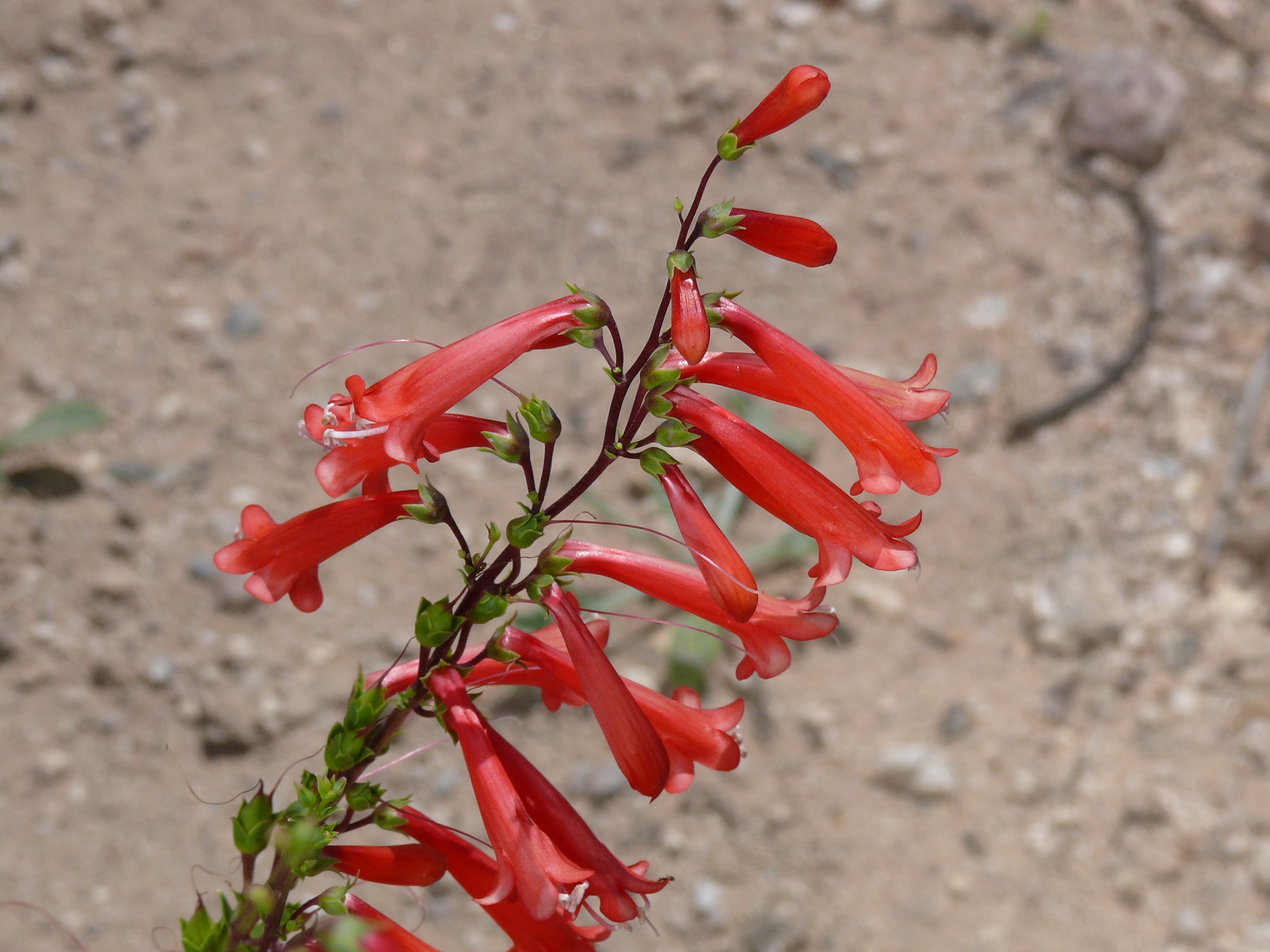
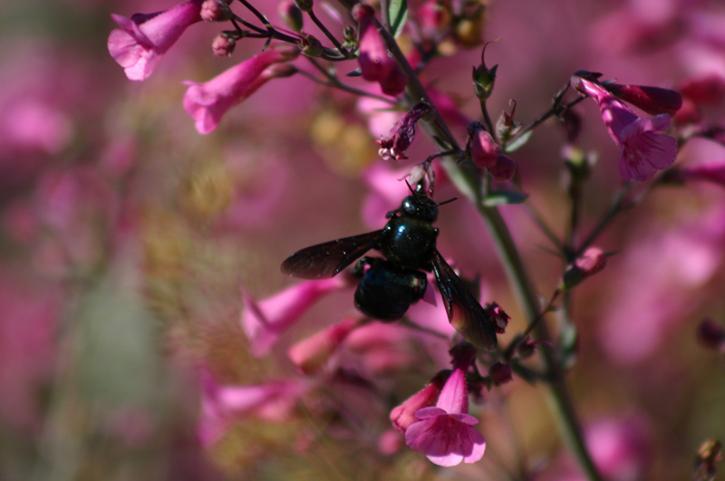
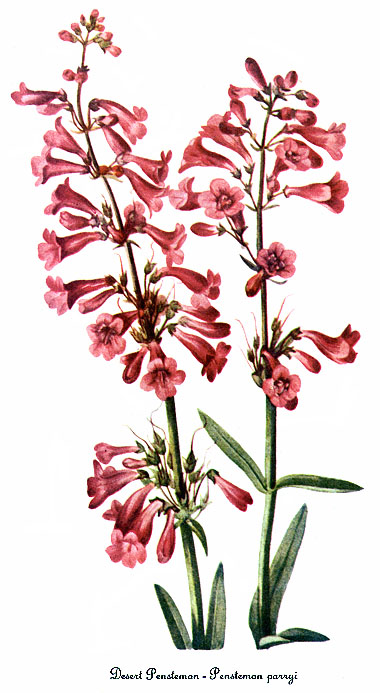